# 孔丘帕塔山 (胡寧-利馬)
11°35′28″S 76°17′16″W / 11.59111°S 76.28778°W
孔丘帕塔山（Qunchupata），是秘魯的山峰，位於該國中部胡寧大區和利馬大區，由馬爾卡波馬科查區和奇克拉區負責管轄，屬於安地斯山脈的一部分，海拔高度5,100米。